# Guinese mees
De Guinese mees of witschoudermees (Melaniparus guineensis) is een zangvogel uit de familie Paridae (mezen).

## Verspreiding en leefgebied
Deze soort komt voor van Senegal tot westelijk Ethiopië en westelijk Kenia.